# Ordensbischof
Der Ordensbischof war im Königreich Schweden von 1783 bis 1883 ein vom König eingesetzter Bischof, der vorrangig für die königlichen Ritterorden zuständig war.

## Die königlichen Ritterorden Schwedens
Der Königliche Seraphinenorden ist der höchste Orden des Königreichs Schweden. Der Schwertorden ist der Militärorden für Offiziere aller Grade. Der Nordstern-Orden ist der zweithöchste Orden des Königreichs und wurde am 28. April 1748 von König Friedrich I. gestiftet. Der Königliche Wasaorden war bis 1975 ein verliehener Orden. Der Orden Karls XIII. ist ein Ritterorden, der am 27. Mai 1811 durch König Karl XIII. gestiftet wurde.

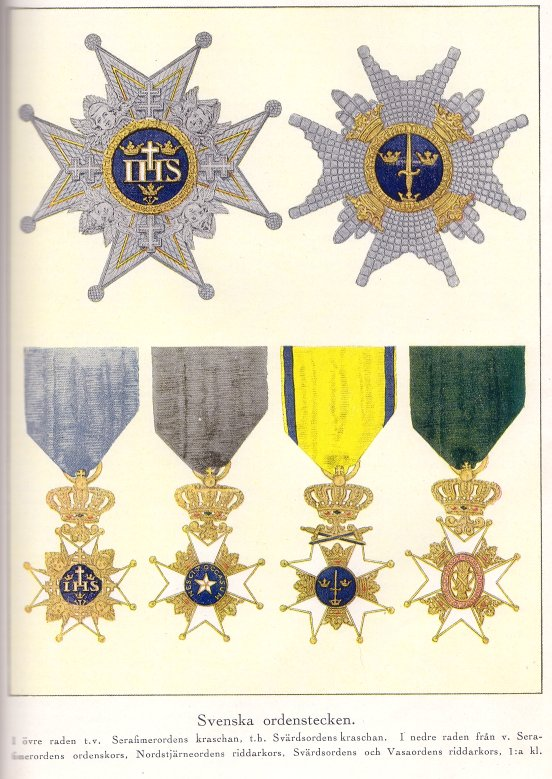
Vier königliche Ritterorden Schwedens
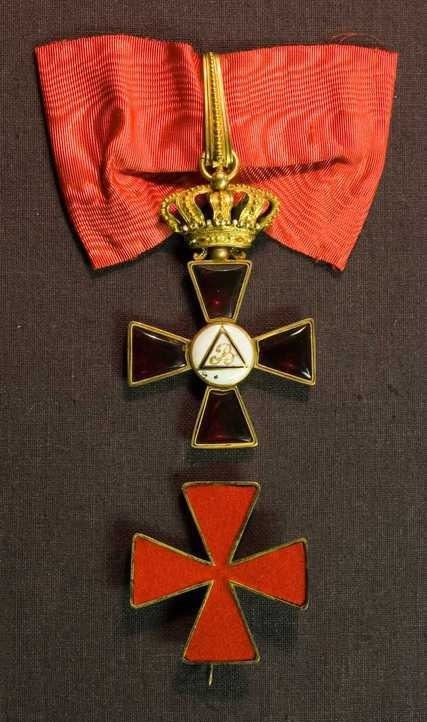
Orden Karls XIII.

## Ordensbischof: Amt und Tätigkeitsbereich
Neben den kirchenrechtlichen Bischöfen und Stiftsbischöfen der Schwedischen Kirche gab es in Schweden seit 1783 einen Ordensbischof. Er wurde ohne Vorschlag einer kirchlichen oder weltlichen Institution vom König, der Oberhaupt der Schwedischen Kirche war, ernannt und musste Kommandeur des Nordstern-Ordens sein. Ihm war kein amtsabhängiges Bistum zugeteilt, er hatte aber den gleichen Rang und die gleiche Stellung wie die Bischöfe der Schwedischen Kirche. Er war damit der geistliche Repräsentant aller königlichen Ritterorden und, gleich den anderen Bischöfen, vom König ohne Wahl zum Ständereichstag berufen.
Seine Zuständigkeit beschränkte sich auf den Seraphinenorden, dessen Ordenskapitel war für die königlichen Ritterorden (außer dem Wasaorden) das Leitungsgremium. Es bestand aus dem Ordenskanzler und -vizekanzler, Schatzmeister, Zeremonienmeister, Fahnenträger, Ordensbischof und Herold. Der Ordensbischof führte die Aufsicht über die, in den Hospitälern, Stiftskirchen und Waisenhäusern der Ritterorden beschäftigten Kleriker. Ihm wurden zwei Ordenskapläne, die aus der Mitte der Hofprediger gewählt wurden, als Mitarbeiter zugewiesen. Im Nebenamt und zur Sicherung seines Lebensunterhaltes konnte er auch Bischof eines Bistums oder Oberhofprediger sein, mehrheitlich war dieses Amt mit der Domkirche und dem Västerås Domkapitel gekoppelt. Jeweils am 28. April, dem großen Ordensfest der Seraphinenritter, leitete er den Gottesdienst, hielt die Predigt und die Gedenkansprachen für die in der Riddarholmskyrkan in Stockholm beigesetzten Ordensritter. Bei den Krönungsfeierlichkeiten war er mit dem Ordenskapitel in das Zeremoniell der Inthronisation eingebunden.

## Schwedische Ordensbischöfe
Der erste Ordensbischof wurde 1785 von König Gustav III. eingesetzt.
Erzbischof Anton Niklas Sundberg von Uppsala weigerte sich im Jahre 1880, als höchster geistlicher Repräsentant der Schwedischen Kirche, den von König Oskar II. ernannten Ordensbischof Frithiof Grafström zu ordinieren. Sundberg bestand darauf, einen amtierenden Diözesanbischof zu berufen. Nach dem Tode Grafströms blieb die Stelle des Ordensbischofs vakant und wurde nicht wieder besetzt; die offizielle Auflösung des Amtes erfolgte aber erst 1952.

### Schwedische Ordensbischöfe 1785–1883
- Carl Eduard Taube von Odenkat, 1783-1785
- Lars Benzelstierna, 1785-1800
- Johan Gustaf Flodin, 1794-1808
- Gustaf Murray, 1809-1825
- Johan Olof Wallin, 1824-1837
- Christopher Isac Heurlin, 1841-1860
- Thure Annerstedt, 1860-1880
- Frithiof Grafström, 1880-1883